# Кемпа-Пйотровінська
Кемпа-Пйотровінська (пол. Kępa Piotrowińska) — село в Польщі, у гміні Солець-над-Віслою Ліпського повіту Мазовецького воєводства.
Населення — 132 особи (2011).
У 1975-1998 роках село належало до Радомського воєводства.

## Демографія
Демографічна структура станом на 31 березня 2011 року:
|          | Загалом | Допрацездатний вік | Працездатний вік | Постпрацездатний вік |
| -------- | ------- | ------------------ | ---------------- | -------------------- |
| Чоловіки | 60      | 13                 | 37               | 10                   |
| Жінки    | 72      | 8                  | 37               | 27                   |
| Разом    | 132     | 21                 | 74               | 37                   |